# 洶湧海豚
《洶湧海豚》（又译作）為日本手機遊戲開發商株式會社子彈於2022年推出的手機遊戲，並由Marvelous、蜂蜜遊行遊戲聯合出品。2022年7月14日，為慶祝蜂蜜遊行遊戲5週年慶，該公司在慶祝會上發表本遊戲，同時開啟事前登錄；最後於同年10月20日正式上線營運。2024年台港澳中文版由大宇資訊代理。

## 遊戲特色
本遊戲跟前作《神田川JET GIRLS》一樣，可以招募和培育各種不同魅力與氣質的水上摩托車美少女選手，一人擔任車手、另一人持槍擔任射手；而本遊戲採用回合制對戰，交戰雙方可在各自的回合內，打出三張屬於車手和射手的技能卡牌，進行你來我往的攻防戰，上演一場清涼刺激的決鬥。
另外，在選手出戰後，身為教練的玩家，可以跟她們在各自的更衣室和寢室內，與選手們親密互動、凝聚情感，給予選手們更多的激勵，讓她們有信心贏得下一場戰鬥。

## 背景故事
本遊戲發生在一個虛構的人工島嶼「綿津見島（Wadatsumi）」，該島上有不同的企業，生產槍枝和水上摩托車，並招募具有天賦和潛力的美少女射手與車手參與島上的水上摩托車對戰，同時藉由美少女在比賽中的實力，發揮各企業頂尖技術的心血結晶。

## 登場角色

### 霧島
咲宮入華（配音：矢野妃菜喜）
故事主角，名字來自「海豚（イルカ，Iruka）」，擔任水上摩托車的車手。
都條未知留（配音：市之瀨加那）
比入華大一歲的前輩，擔任射手，並與她兩人一組搭檔。
陽南杏里（配音：小清水亞美）
霧島旗下最精銳的車手，出戰經驗豐富，個性奔放。
彩戶詩繪（配音：綾瀨有）
與杏里搭檔的射手，並身為整支隊伍的精神支柱。
咲宮小針（配音：稻垣好）
霧島新隊員且擔任射手，入華的妹妹。

### 風見海洋科技
相馬颯（配音：夏吉優子）
擔任水上摩托車的車手，熱愛運動。
風見艾蓮（配音：長繩麻理亞）
與颯搭檔的射手，風見海洋科技的千金。
永雪冰織（配音：名塚佳織）
風見海洋科技的王牌車手，個性冷酷、實力頂尖，對勝利由強烈的執著與專注。
修涅·韋斯伯格（Schnee Weissberg，配音：小原好美）
與冰織搭檔的射手，精通機械和射擊技術，也是大學畢業的跳級生，並擔任企業內部的講師。
長土萌依（配音：本郷里實）
風見新隊員也擔任車手，服侍風見家的女僕長。

### 日向重工
黑瀨見波（配音：秦佐和子）
擔任車手，具有中二病性格，同時以「暗潮」的化名參與對外宣傳活動。
伊澄桐利（配音：古賀葵）
與見波搭檔的槍手，具有御宅族性格，有時會得意忘形到口無遮攔。
刃兼乙姫（配音：柚木涼香）
擔任車手，專長為空手道和薙刀，對訓練嚴以律己；近期接下了父親的水上摩托車研發事業，對她感到不知所措。
暮無夕離（配音：瀨戶麻沙美）
與乙姬搭檔的槍手，喜愛機械工程，並協助乙姬開發武器。

### 海洋女神
住乃繪紫苑（配音：若山詩音）
擔任車手，平時兼差當模特兒，但也有私底下的另一種面貌。
海莉·露易絲（Helly Lewis，配音：山岡百合）
與紫苑搭檔的槍手，喜歡服裝設計。
薇娜/綺羅星神奈（Veena/Kanna Kirahoshi，配音：大原沙耶香）
擔任車手，知名時尚模特兒，猶如愛神一樣妖豔而神聖，喜歡將愛情的氣氛散播給周遭的人們。
自稱本名叫「綺羅星神奈」，但卻是個假名。
瑟蕾娜·露易絲（Selena Lewis，配音：諏訪彩花）
與神奈搭檔的槍手，擔任名牌設計師。

### 浦見製鐵所
山葉由芽（配音：原田彩楓）
擔任車手，也是製鐵所的技師。
浦見可奈（配音：守屋亨香）
與由芽搭檔的槍手，製鐵所老闆的女兒，具有機械方面的豐富知識。

### FM綿津見
以綿津見地區為對象進行FM廣播的官方廣播電台。
以觀光嚮導、極速對擊賽事的相關資訊等，綿津見島的新聞與內部資訊為主要節目。目前正在和日向重工合作，致力於極速對擊比賽的推廣。
村早麻汐（配音：小市真琴）
擔任水上摩托車賽事實況轉播的主持人。
久久利伴（配音：白石晴香）
擔任水上摩托車賽事實況轉播的賽評。

### ISRW
主線第2部追加隊伍，總稱：綿津見運動機器人工學研究所（ワダツミスポーツロボティクス研究所/Institute for Sports Robotics of Wadatsumi）
位於綿津見的高科技研究機構，主要研究關於AI人工智慧和機器人在運動領域的支援與應用。為展示AI人工智慧和機器人的開發成果，隊員有包含人造人選手。
艾涅絲（配音：貫井柚佳）
擔任車手，阿瑪迪婭開發的人造人1號機。
娜哈特（配音：井上穗乃花）
與艾涅絲搭檔的槍手，阿瑪迪婭開發的人造人8號機。
咲良・安東尼（配音：田村睦心）
擔任車手，曾是軍人之後轉行去ISRW，對工作抱持認真態度。
阿瑪迪婭・沃爾法（配音：河原木志穂）
與咲良搭檔的槍手，在ISRW研究人工智慧，與修涅讀同一所大學。

### GRIMO→GOETIA
主線第3部追加隊伍
紙枝鶫（配音：折原くるみ）
羽仁原遙（配音：直田姬奈）
悠諾/比良逆憂乃（配音：高橋智秋）
玄口夢麗（配音：藤本侑里）

## 外部連結
- 遊戲官網 （页面存档备份，存于） （日語）
- 官方推特 （日語）